# Lionychus
Lionychus — род жужелиц из подсемейства Lebiinae.

## Описание
Боковой кант переднеспинки проходит не по задним углам, а в виде тонкой линии направленной к щитку; задние углы маленькие, зубцевидные, задняя часть эпиплевр переднеспинки видна сверху.

## Систематика
В составе рода:
- Lionychus albonotatus (Dejean, 1825)
- Lionychus fleischeri Reitter, 1908
- Lionychus maritimus Fairmaire, 1862
- Lionychus ninini Marion, 1989
- Lionychus quadrillum (Duftschmid, 1812)
- Lionychus sturmii (Gené, 1836)